# 5333 Kanaya
Kanaya (asteróide 5333) é um asteróide da cintura principal, a 1,9503671 UA. Possui uma excentricidade de 0,1684353 e um período orbital de 1 311,96 dias (3,59 anos).
Kanaya tem uma velocidade orbital média de 19,4483425 km/s e uma inclinação de 10,97842º.
Este asteróide foi descoberto em 18 de Outubro de 1990 por Makio Akiyama, Toshimasa Furuta.